# Mocchie
Mocchie  è una frazione del comune di Condove, situata a 792 m s.l.m.
Prima di essere aggregato a Condove, fu un comune autonomo della bassa Valle di Susa.

## Geografia fisica
Il paese è collocato sul versante esposto a sud della valle di Susa ed occupa un terrazzo posto in sinistra idrografica della profonda incisione del torrente Gravio. Attorno a Mocchie sono distribuite parecchie borgate di varie dimensioni abitate in permanenza come Bonaudi, Bellafughera, Castellazzo, Pralesio, Moni; più in alto si trovano invece alpeggi frequentati durante la bella stagione.
La SP 200 di Condove collega il paese con il capoluogo comunale (a valle) e con Frassinere (a monte).

## Storia

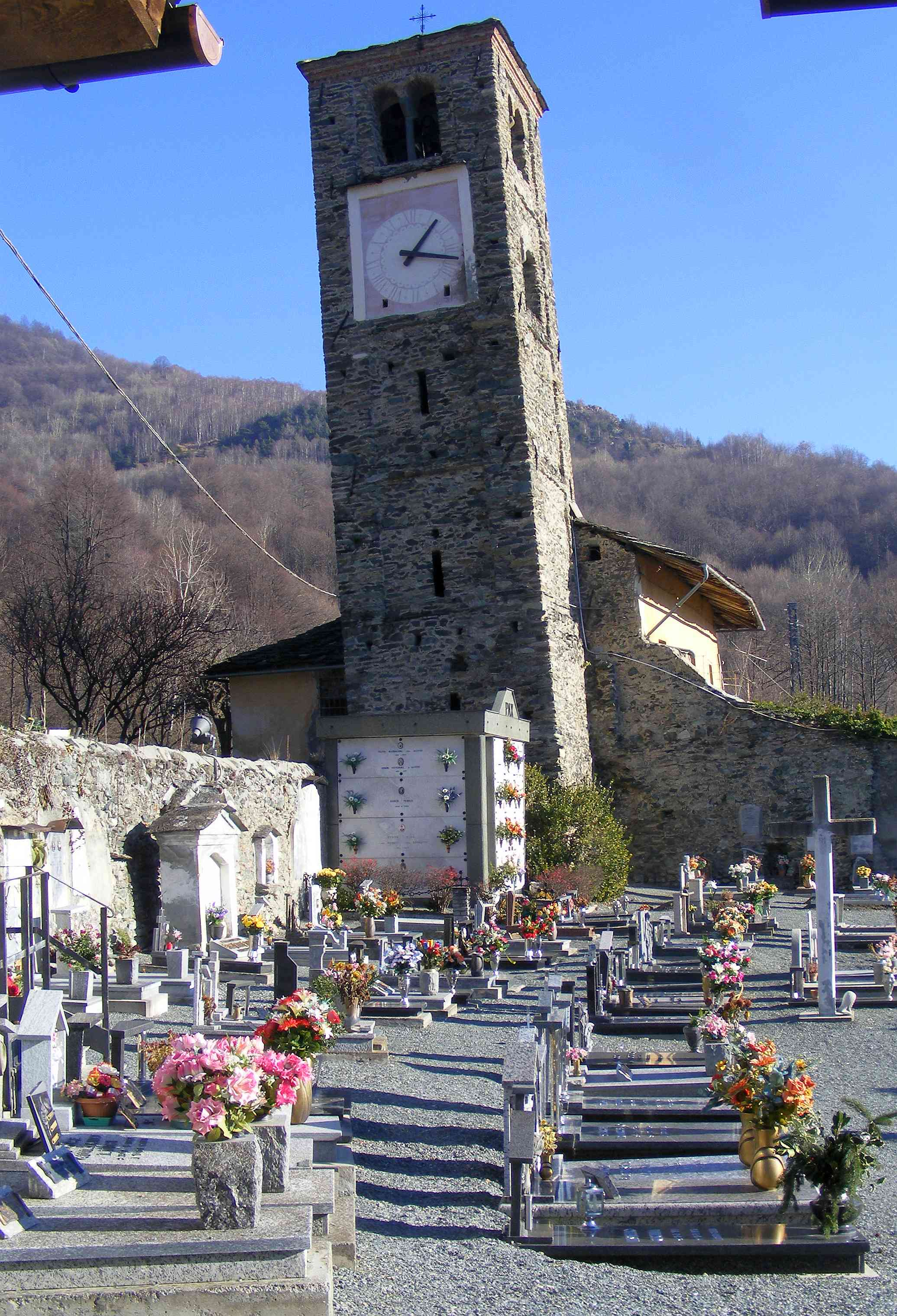
Il campanile romanico del XIV° secolo.

Collocato nel Vallone del Gravio il territorio di Mocchie si trova in una posizione relativamente marginale rispetto ai borghi e ai castelli del fondovalle, interessati da un intenso traffico di uomini e merci legato prima alla viabilità romana e poi, nel medioevo, alla presenza di uno dei rami della Via Francigena.
Il territorio si specializzò progressivamente nella pastorizia e nelle produzioni lattiero-casearie e fu per lungo tempo controllato dal monastero di San Giusto di Susa. A fianco dell'allevamento fu però attiva, tra i secoli XIV e XIX, anche l'estrazione di minerali. Furono inoltre presenti attività protoindustriali rivolte alla comunità locale quali segherie idrauliche, mulini e follatoi per la produzione della canapa.
La popolazione di Mocchie fu per lungo tempo più consistente di quella dei vicini centri di Condove, situato nel fondovalle, e di Frassinere, che è invece anch'essa a mezzacosta sul versante solatio della Val Susa.
La popolazione dei tre comuni, nei censimenti dell'Italia post-unitaria, era così distribuita:
| Anno | Condove | Frassinere | Mocchie |
| ---- | ------- | ---------- | ------- |
| 1861 | 972     | 1546       | 2410    |
| 1871 | 1102    | 1700       | 2595    |
| 1881 | 1117    | 1817       | 2811    |
| 1901 | 1266    | 1729       | 2611    |
| 1911 | 2571    | 1565       | 2564    |
| 1921 | 2708    | 1562       | 2272    |
| 1931 | 2411    | 1251       | 2002    |
| 1936 | 2469    | 1114       | 1903    |

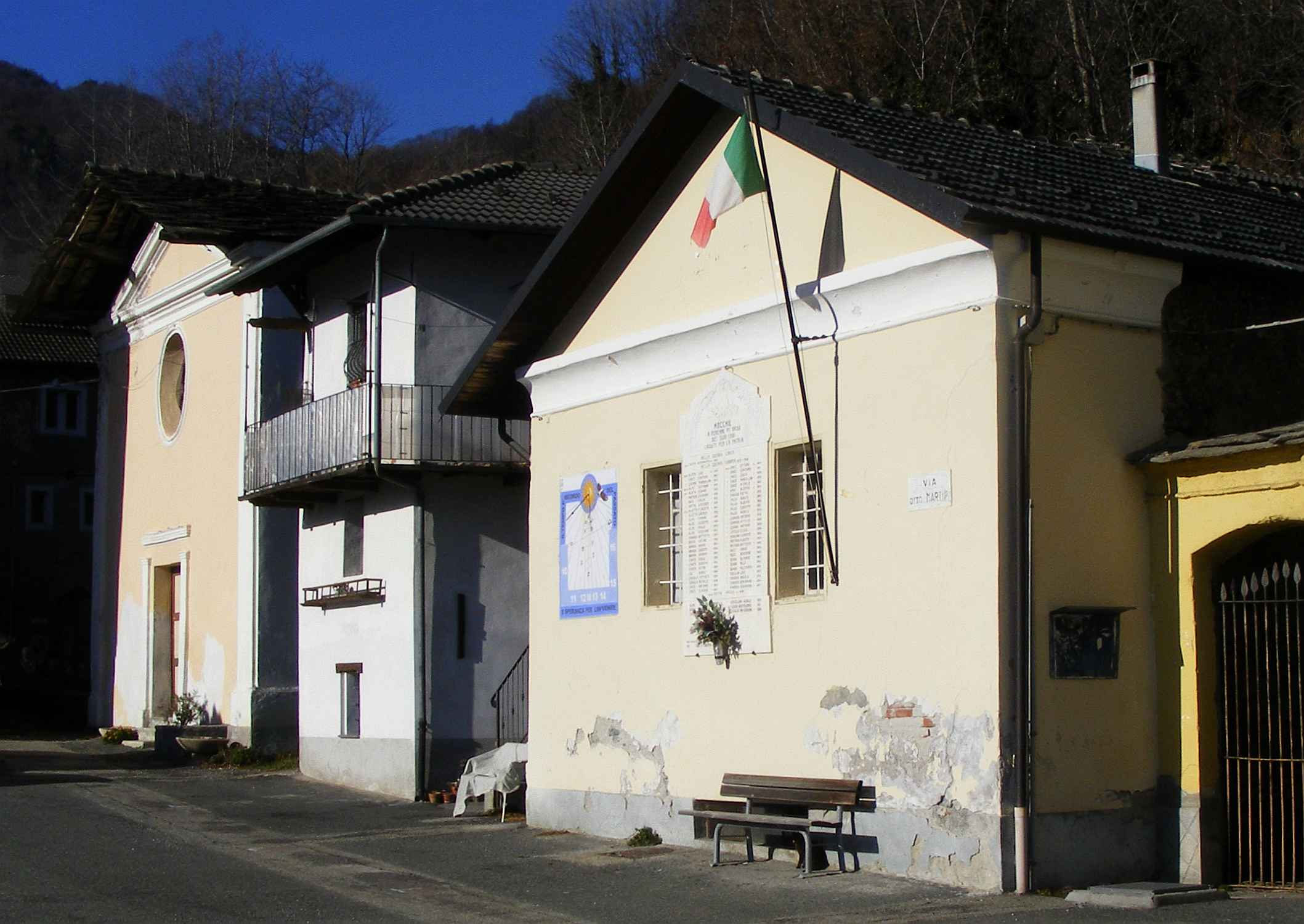
L'ex-municipio, dal 1997 sede del Museo Etnografico "La Ghindana".

Il comune venne aggregato a Condove l'8 luglio 1936, assieme con la vicina Frassinere, con provvedimento pubblicato sulla Gazzetta Ufficiale del 23 giugno 1936.
Tale unione avvenne su richiesta dei tre comuni interessati, i quali però ottemperarono in questo modo ad un suggerimento della prefettura. Non furono estranee all'annessione a Condove le pesanti difficoltà economiche nelle quali si trovavano al tempo le amministrazioni di Mocchie e di Frassinere, dovute in particolare alle spese sostenute per la costruzione della strada che ancora oggi ne collega i loro territori con il fondovalle.
Il comune di Condove era invece a quel tempo più florido grazie alla recente industrializzazione del territorio di fondovalle e poté accollarsi i debiti delle altre due amministrazioni.

## Edifici di interesse

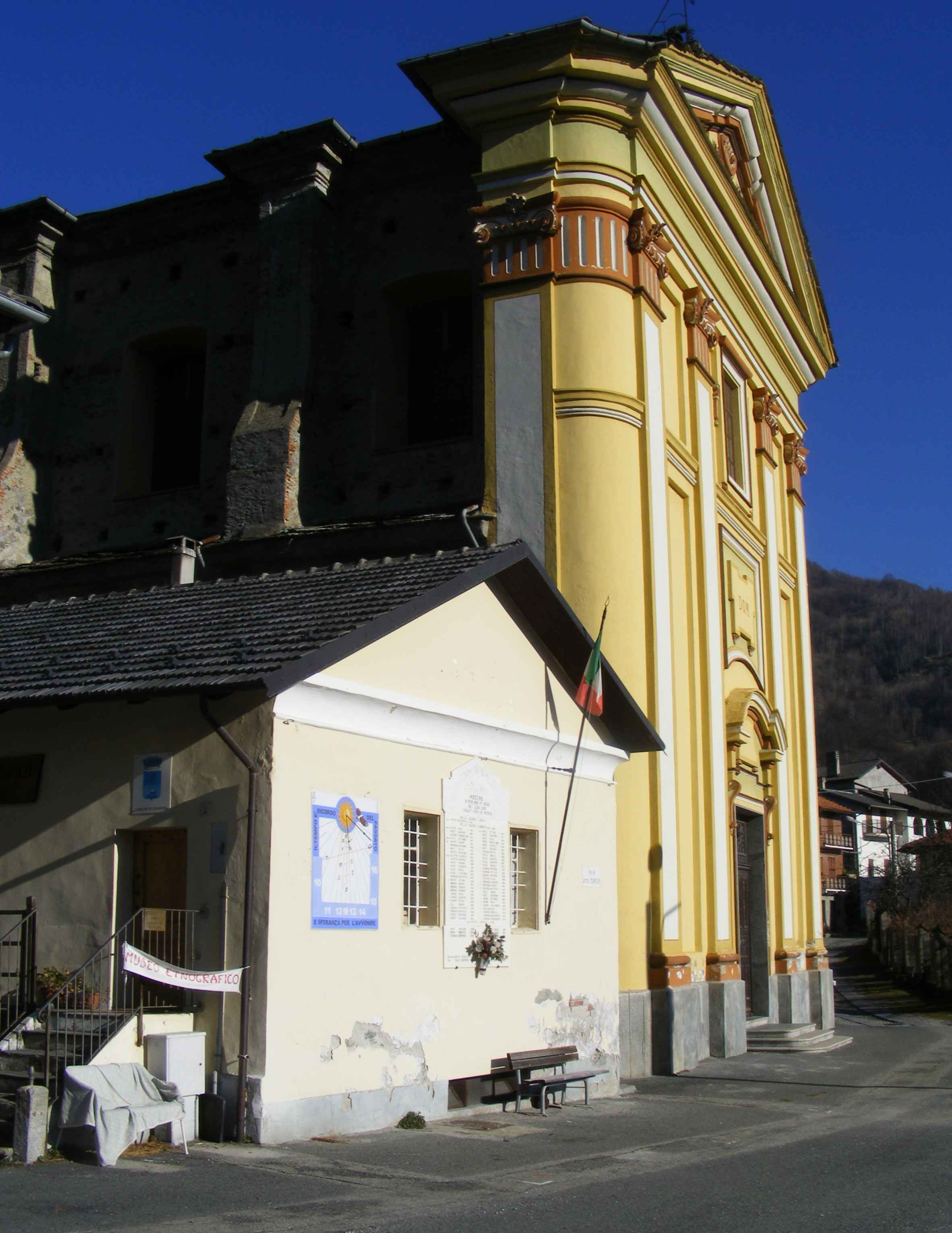
La parrocchiale

- Parrocchiale barocca di San Saturnino: edificata tra il 1781 e il 1784 su progetto dell'architetto Giuseppe Giacinto Morari fu consacrata nel 1785.[6]
- "Monumento alla civiltà alpina", sulla piazza antistante la chiesa realizzato nel 1993, ad opera dello scultore Tarcisio Manassi.
- Antica sede comunale fino al 1936, a fianco della parrocchiale.
- Campanile romanico presso l'attuale cimitero, risalente al XIV°secolo,[7] dalla caratteristica inclinazione.[6]
- Cappella di San Rocco (sconsacrata dal XIX secolo) attualmente salone parrocchiale [8]

A Mocchie è inoltre presente dal 1997 il museo etnografico La Ghindana dedicato a Giuseppe "Pino" Donatone, ospitato nell'ex sede-comunale e che comprende due sezioni dedicate ai lavori agricoli e alla vita quotidiana.
La Biblioteca "Alda Rocci" è insediata presso la ex scuola elementare vicino al campanile romanico, all'ingresso del centro abitato.